# Wolf Creek (метеорит)
Wolfe Creek — железный метеорит. Упал 120 ± 9 тысяч лет назад в Западной Австралии, на краю дюнных полей Большой Песчаной пустыни. В результате падения образовался крупный кратер Вулф-Крик диаметром 880 метров и глубиной около 55 метров относительно вала (второй по размеру кратер, в котором найдены остатки метеорита).
Изначальный диаметр метеороида оценивают примерно в 15 м, а энергию удара — в 540 килотонн тринитротолуола. Судя по морфологии кратера, метеороид прилетел с восток-северо-восточной стороны. Бо́льшая его часть при ударе должна была расплавиться, смешаться с намного бо́льшим количеством расплава земных пород и отложиться в выбросах кратера.
Хорошо сохранившиеся фрагменты метеорита встречаются редко и были впервые описаны лишь в 1965 году (многочисленные окисленные остатки находили и ранее, в основном на юго-западном краю кратера). Метеорит имеет хорошо выраженную видманштеттенову структуру из перемежающихся пластинок камасита и тэнита. Согласно исследованию 1965 года, содержание никеля (8,6 %) и кобальта (0,4 %) близко к среднему для железных метеоритов. В 1973 году был получен несколько другой результат — 9,22 % никеля, 18,4 ppm галлия, 37,3 ppm германия и 0,036 ppm иридия. Состав и структура позволяют отнести метеорит к средним октаэдритам химической группы IIIAB.